# روجر براون (مجدف)
روجر براون (بالإنجليزية: Roger Brown)‏ هو مجدف بريطاني، ولد في 4 يوليو 1969 في هكسهام ‏ في المملكة المتحدة.

## وصلات خارجية
- روجر براون على موقع الاتحاد الدولي للتجديف (الإنجليزية)
- روجر براون على موقع أوليمبيديا (الإنجليزية)
- روجر براون على موقع اللجنة الأولمبية البريطانية (الإنجليزية)